# Hukanmaa

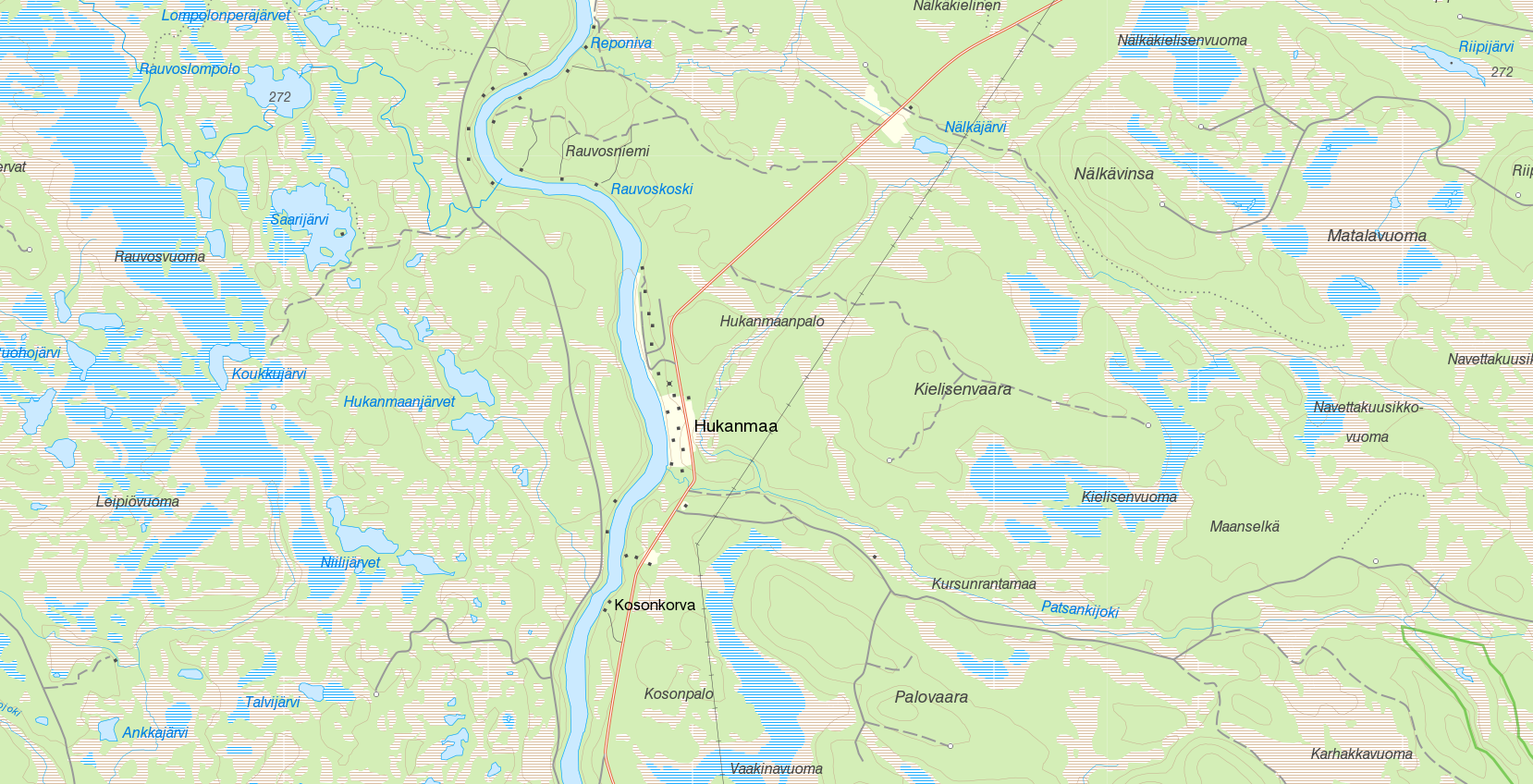
Karta över Hukanmaa.

Hukanmaa är en ort i Pajala kommun, Norrbottens län. Orten är belägen norr om Kangos vid Lainioälven. På orten finns Hukanmaa fiskecamp. I juni 2016 fanns det enligt Ratsit fyra personer registrerade med Hukanmaa som adress.
Fastigheterna på orten har beteckningen Sofieberg men gatuadresserna har namnet Hukanmaa.